# LGA 1155
LGA 1155는 소켓 H2로도 알려졌으며 아이비브리지 (마이크로아키텍처) 기반 인텔 프로세서를 지원하는 CPU 소켓이다. LGA는 Land Grid Array의 줄임말이며 1155는 CPU 핀 수를 뜻한다. 이 소켓은 LGA 1156(Socket H)을 대체하기 위해 설계되었으며 1155개의 돌출된 핀들이 있으며 이 핀들은 프로세서 바닥의 접촉 부위와 접촉된다. LGA1155와 LGA1156은 서로 호환되지 않지만 냉각 쿨러등은 상호 호환된다. 또한 이 소켓을 사용하는 CPU 는
주로 I(i) 시리즈 인텔의 CPU 종류는 I3(i3) I5(i5) I7(i7) 이 사용되고 있다. 소켓지원 공식명칭은  FCLGA1155이다.
LGA는 Land Grid Array의 줄임말이며 1155은 CPU 핀 수를 뜻한다.
LGA1155는 LGA1156의 후속작으로서 샌디브릿지와 아이비브릿지에 사용되었다.

## 샌디브릿지 오리지널 칩셋
샌디브릿지칩Q65, Q67와 B65를 제외하고 BIOS업데이트를 통해 아이비브릿지도 지원한다.
샌디브릿지를 기반으로 한 프로세서들은 공식적으로 DDR3-1333 메모리까지 지원한다. 하지만 오버클럭을 통해 DDR3-2133까지 수율 좋은 램을 사용한다면 사용 가능하다.
| 칩셋명                                 | B65              | H61                     | Q67              | H67                     | P67                                   | Z68                                   |
| 오버클럭                               | GPU              | GPU+CPU(극히 일부 모델) | GPU              | GPU+CPU(극히 일부 모델) | CPU + RAM                             | CPU + GPU + RAM                       |
| CPU 내장 GPU와 인텔 클리어 비디오 기술 | 예               | 예                      | 예               | 예                      | 아니요                                | 예                                    |
| 최대 USB 2.0 포트1                     | 12               | 10                      | 14               | 14                      | 14                                    | 14                                    |
| 최대 SATA 2.0/3.0 포트                 | 4 / 1            | 4 / 0                   | 4 / 2            | 4 / 2                   | 4 / 2                                 | 4 / 2                                 |
| 주 PCIe 환경                           | 1 × PCIe 2.0 ×16 | 1 × PCIe 2.0 ×16        | 1 × PCIe 2.0 ×16 | 1 × PCIe 2.0 ×16        | 1 × PCIe 2.0 ×16 또는 2 × PCIe 2.0 ×8 | 1 × PCIe 2.0 ×16 또는 2 × PCIe 2.0 ×8 |
| 두번째 PCIe                            | 8 × PCIe 2.0     | 6 × PCIe 2.0            | 8 x PCIe 2.0     | 8 x PCIe 2.0            | 8 x PCIe 2.0                          | 8 x PCIe 2.0                          |
| RAID 기술 사용 가능                    | 아니요           | 아니요                  | 예               | 예                      | 예                                    | 예                                    |
| Smart Response 기술                    | 아니요           | 아니요                  | 아니요           | 아니요                  | 아니요                                | 예                                    |
| 아이비브릿지 프로세서 지원             | 아니요           | 예                      | 아니요           | 예                      | 예                                    | 예                                    |
| 출시일                                 | 2011 2월         | 2011 2월                | 2011 5월         | 2011 1월                | 2011 1월                              | 2011 5월                              |
| 칩셋 TDP                               | 6.1 W            | 6.1 W                   | 6.1 W            | 6.1 W                   | 6.1 W                                 | 6.1 W                                 |
| 칩셋 공정                              | 65 nm            | 65 nm                   | 65 nm            | 65 nm                   | 65 nm                                 | 65 nm                                 |

1 USB 3.0를 지원하지 않는 칩셋의 경우, 메인보드 제조사가 따로 USB 3.0지원을 위해 컨트롤러를 넣는 경우도 있음

## 아이비브릿지 칩셋
모든 아이비브릿지 칩셋과 마더보드는 샌디브릿지 CPU도 지원한다. 아이비브릿지 기반 프로세서들은 공식적으로 샌디브릿지 보다 더 올라간 DDR3-1600까지 지원한다. 몇 칩셋 사용자들은 K-시리즈 프로세서 오버클럭을 지원한다.
| 칩셋명                  | B75              | Q75              | Q77              | H77              | Z75                                   | Z77                                                                          |
| ----------------------- | ---------------- | ---------------- | ---------------- | ---------------- | ------------------------------------- | ---------------------------------------------------------------------------- |
| 오버클럭                | CPU(Bclk) + GPU  | CPU(Bclk) + GPU  | CPU(Bclk) + GPU  | CPU(Bclk) + GPU  | CPU + GPU + RAM                       | CPU + GPU + RAM                                                              |
| CPU 내장 GPU 사용       | 예               | 예               | 예               | 예               | 예                                    | 예                                                                           |
| 인텔 클리어 비디오 기술 | 예               | 예               | 예               | 예               | 예                                    | 예                                                                           |
| 레이드                  | 아니요           | 예               | 예               | 예               | 예                                    | 예                                                                           |
| 최대 USB 2.0/3.0 포트   | 8 / 4            | 10 / 4           | 10 / 4           | 10 / 4           | 10 / 4                                | 10 / 4                                                                       |
| 최대 SATA 2.0/3.0 포트  | 5 / 1            | 5 / 1            | 4 / 2            | 4 / 2            | 4 / 2                                 | 4 / 2                                                                        |
| 주 PCIe 환경2           | 1 × PCIe 3.0 ×16 | 1 × PCIe 3.0 ×16 | 1 × PCIe 3.0 ×16 | 1 × PCIe 3.0 ×16 | 1 × PCIe 3.0 ×16 또는 2 × PCIe 3.0 ×8 | 1 × PCIe 3.0 ×16 또는 2 × PCIe 3.0 ×8 또는 1 × PCIe 3.0 ×8 + 2 × PCIe 3.0 ×4 |
| 두번째 PCIe             | 8 × PCIe 2.0     | 8 × PCIe 2.0     | 8 × PCIe 2.0     | 8 × PCIe 2.0     | 8 × PCIe 2.0                          | 8 × PCIe 2.0                                                                 |
| 인텔 Anti-Theft 기술    | 예               | 예               | 예               | 예               | 예                                    | 예                                                                           |
| Smart Response 기술     | 아니요           | 아니요           | 예               | 예               | 아니요                                | 예                                                                           |
| 인텔 vPro               | 아니요           | 아니요           | 예               | 아니요           | 아니요                                | 아니요                                                                       |
| 출시일                  | 2012 4월         | 2012 4월         | 2012 4월         | 2012 4월         | 2012 4월                              | 2012 4월                                                                     |
| 칩셋 TDP                | 6.7 W            | 6.7 W            | 6.7 W            | 6.7 W            | 6.7 W                                 | 6.7 W                                                                        |
| 칩셋 공정               | 65 nm            | 65 nm            | 65 nm            | 65 nm            | 65 nm                                 | 65 nm                                                                        |

## 같이 보기
- 인텔 마이크로프로세서 목록
- 샌디 브리지 마이크로아키텍처